# Lebaksono
Lebaksono is een bestuurslaag in het regentschap Mojokerto van de provincie Oost-Java, Indonesië. Lebaksono telt 3130 inwoners (volkstelling 2010).